# Gliśnica (województwo pomorskie)
Gliśnica (dodatkowa nazwa w j. kaszub. Glësnica; niem. Gliesnitz) – osada kaszubska w Polsce położona w województwie pomorskim, w powiecie bytowskim, w gminie Czarna Dąbrówka. Wchodzi w skład sołectwa Rokitki.
W latach 1975–1998 osada administracyjnie należała do województwa słupskiego.